# Lillie
Lillie is een plaats (village) in de Amerikaanse staat Louisiana, en valt bestuurlijk gezien onder Union Parish.

## Demografie
Bij de volkstelling in 2000 werd het aantal inwoners vastgesteld op 139.
In 2006 is het aantal inwoners door het United States Census Bureau geschat op 133, een daling van 6 (-4.3%).

## Geografie
Volgens het United States Census Bureau beslaat de plaats een oppervlakte van
5,1 km², waarvan 5,0 km² land en 0,1 km² water. Lillie ligt op ongeveer 54 m boven zeeniveau.

## Plaatsen in de nabije omgeving
De onderstaande figuur toont nabijgelegen plaatsen in een straal van 24 km rond Lillie.